# Yaya Dillo Djérou

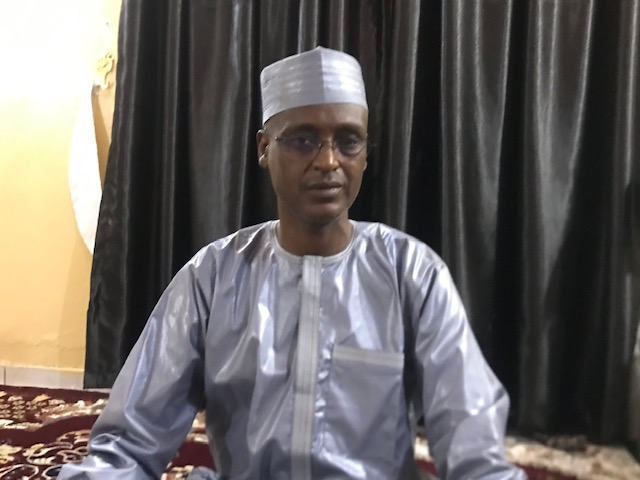
Yaya Dillo Djérou, 2021

Yaya Dillo Djérou Bétchi (* 18. Dezember 1974 in Kaoura, Tschad; † 28. Februar 2024 in N’Djamena, Tschad) war ein tschadischer Politiker. Er war der Oppositionsführer des Tschad.

## Leben und Wirken
Yaya Dillo Djérou Bétchi studierte in Kanada,  war Rebellenchef und Minister unter Präsident Idriss Déby und außerdem Cousin von Mahamat Idriss Déby Itno, von 2021 bis Mai 2024 Interimspräsident des Tschad. Wie seine Angehörigen gehörte er zur Ethnie der Zaghawa.
Er war Oppositionsführer für die Sozialistische Partei des Tschad und bis zu seinem Tod Präsidentschaftskandidat.
Bei einem Schusswechsel und dem Einmarsch von Sicherheitskräften in die Hauptzentrale der Partei wurde Yaya Dillo am 28. Februar 2024 ermordet.